# Presbyteriánská katedrála v Riu de Janeiru
Presbyteriánská katedrála v Riu de Janeiru (port. Catedral Presbiteriana do Rio de Janeiro), též Presbyteriánský kostel v Riu de Janeiru (port. Igreja Presbiteriana do Rio de Janeiro) je novogotický protestantský reformovaný kostel v Riu de Janeiru na Rua Silva Jardim.
Reformovaný sbor v Riu je nejstarším sborem své denominace v Brazílii, byl založen roku 1862. V letech 1927–1934 si sbor zbudoval současný kostel podle návrhu architekta Ascanio Viany. Vitrážová okna z roku 1947 jsou dílem Marie Celiny Simonové. Další významné přestavby se uskutečnily v 90. letech 20. století. Kostel je vystavěn v novogotickém slohu. Není sídlem biskupa, označení katedrála nese jen podle svého vzhledu.
U kostela se nachází bronzové sousoší z roku 2002 věnované pastorovi Mattathiasovi Gomesovi dos Santos, jenž v roce 1926 inicioval výstavbu katedrály, a dále sousoší z roku 2007 připomínající první slavení Večeře Páně podle kalvínského ritu na americké půdě francouzskými hugenoty v roce 1557. Autorem obou sousoší je Joás Pereira dos Passos.

## Galerie

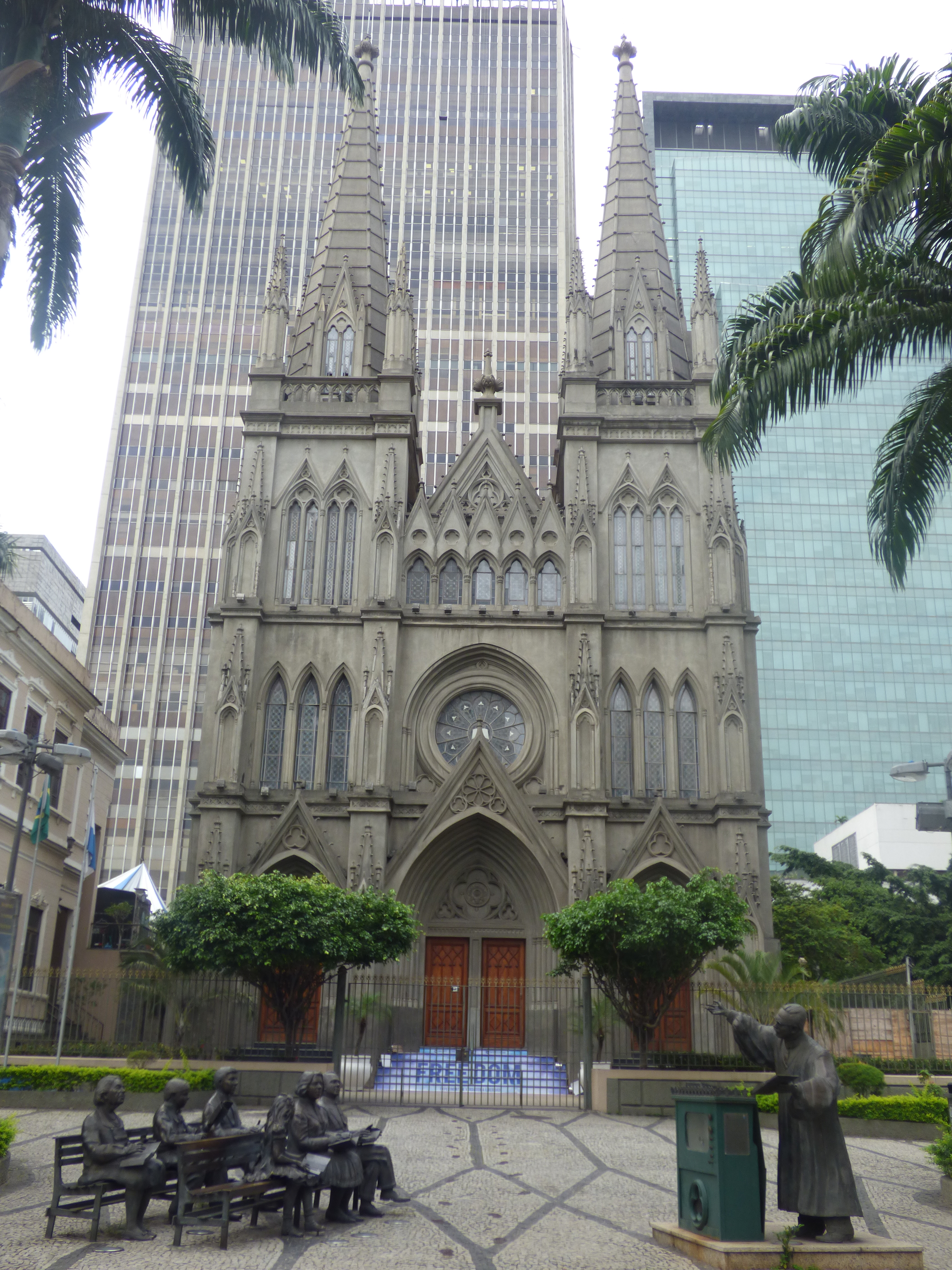
Exteriér katedrály ve dne; v popředí sousoší věnované M. G. dos Santos
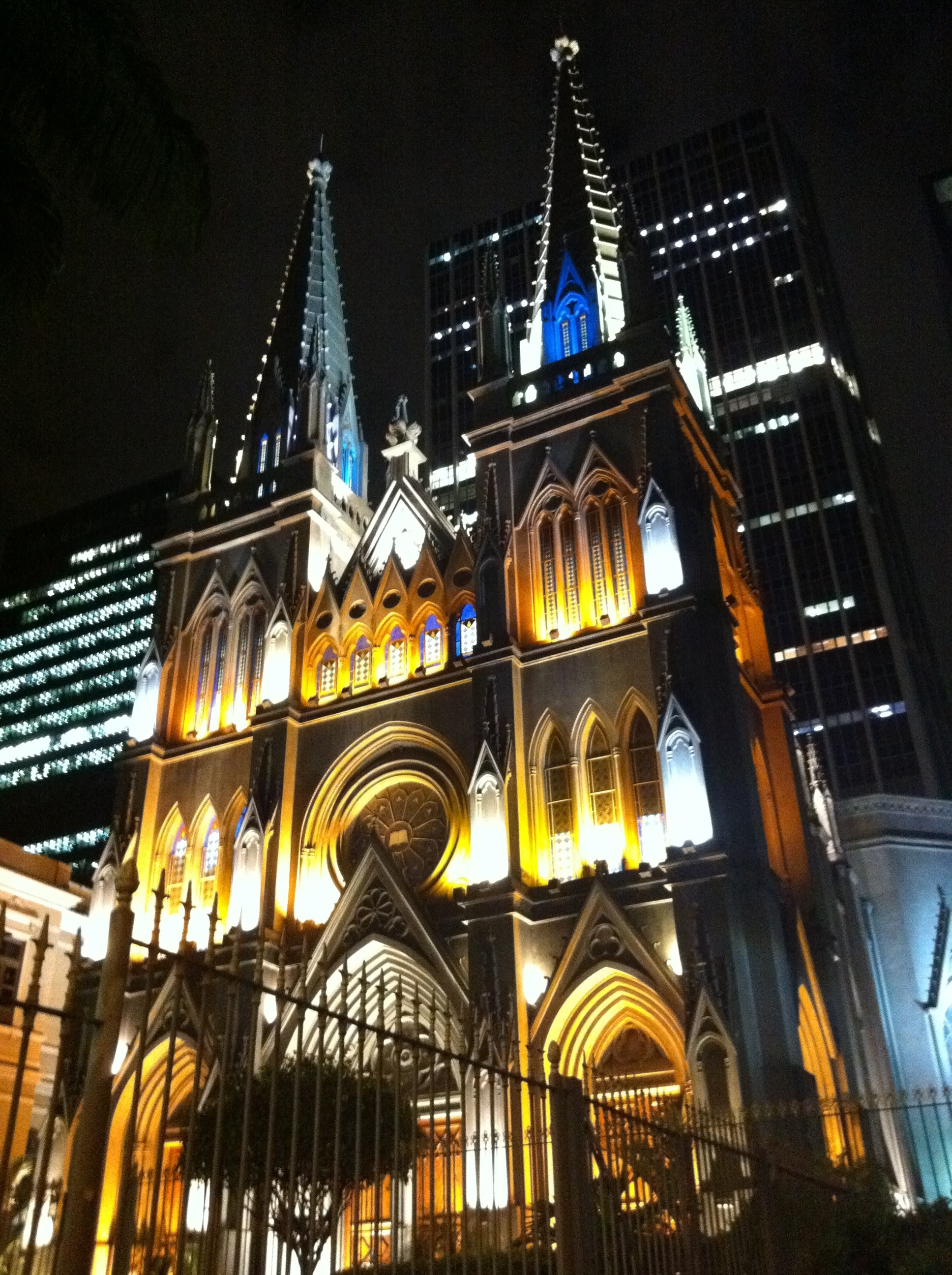
Exteriér katedrály v noci
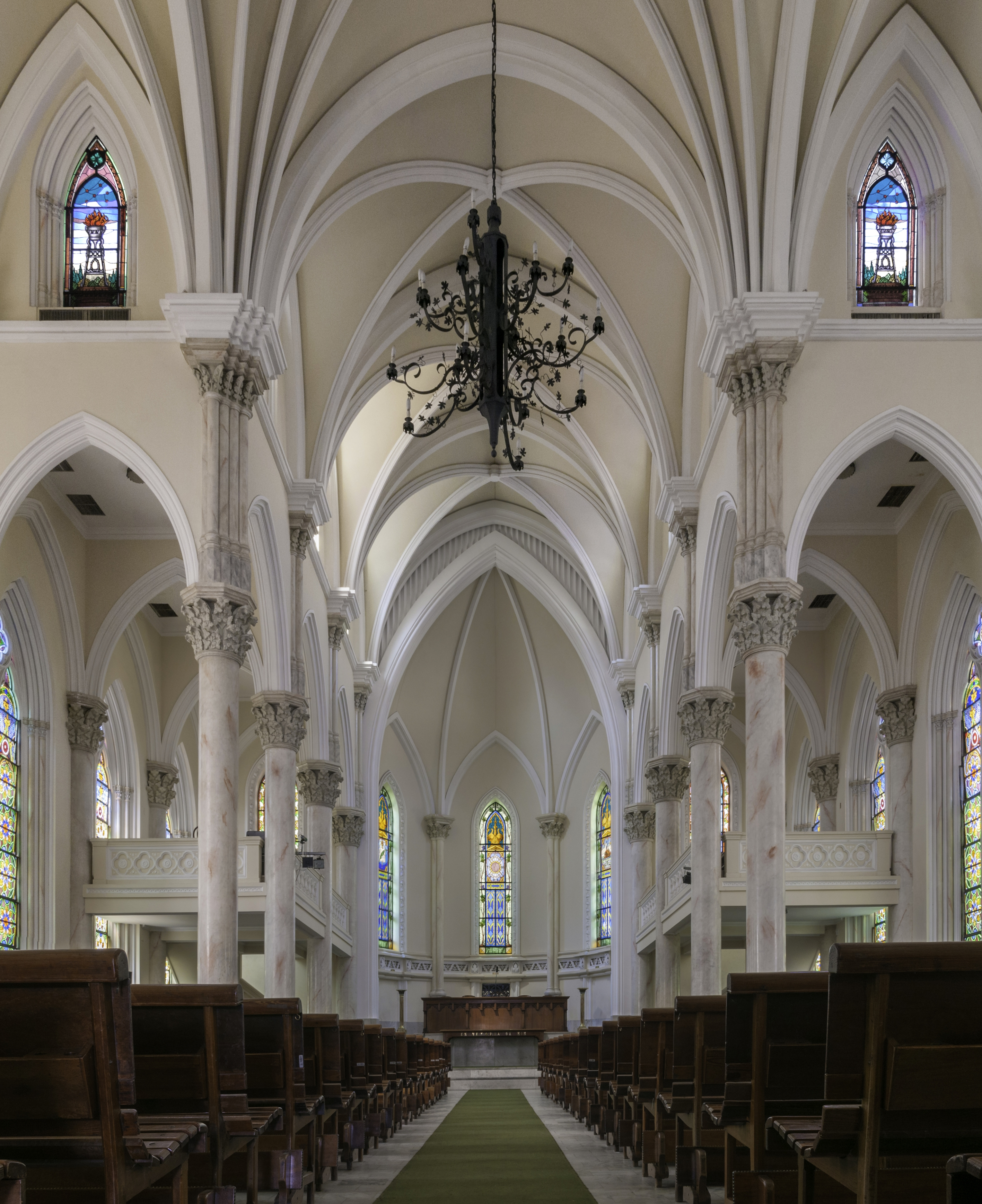
Interiér katedrály
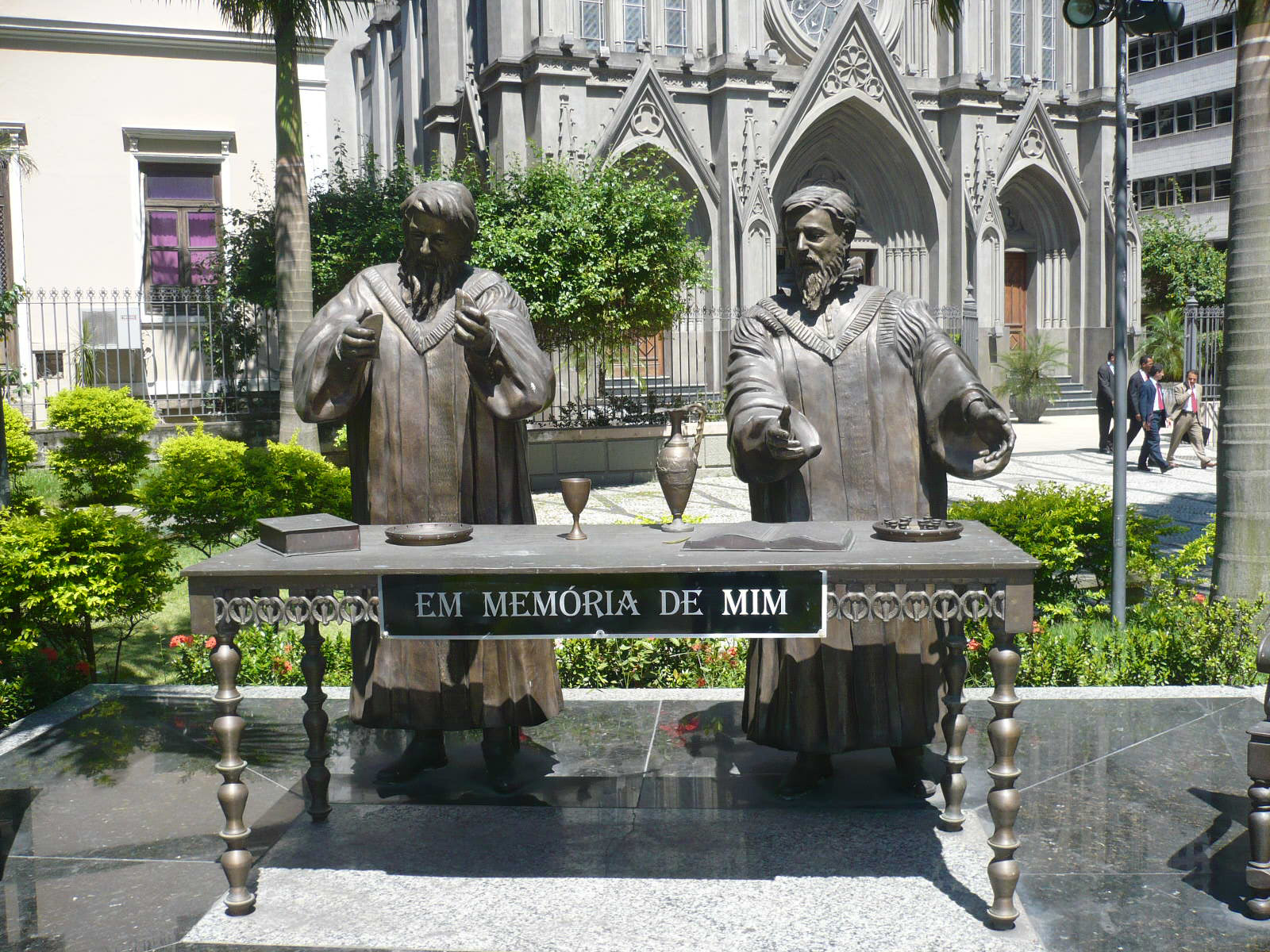
Sousoší připomínající slavení Večeře Páně v roce 1557